# Feredayia grammosa
Feredayia grammosa är en fjärilsart som beskrevs av Walker 1857. Feredayia grammosa ingår i släktet Feredayia och familjen nattflyn. Inga underarter finns listade i Catalogue of Life.